# Hoksen Mirzojan
Hoksen Arakeli Mirzojan (armeniska: Հոկսեն Առաքելի Միրզոյան, ryska: Oksen Mirzojan) född 11 juni 1961 i Angeghakot i Armeniska SSR, är en före detta sovjetisk tyngdlyftare.
Mirzojan blev olympisk guldmedaljör i 56-kilosklassen i tyngdlyftning vid sommarspelen 1988 i Seoul.